# هانس هوفمان
هانس هوفمان (بالألمانية: Hans Hofmann)‏‏ (21 مارس 1880 - 17 فبراير 1966) هو رسام أميركي، ألماني المولد.
مهدت أعماله لظهور المدرسة التعبيرية التجريدية في الولايات المتحدة الأميركية في منتصف القرن الماضي.

## روابط خارجية
- هانس هوفمان على موقع الموسوعة البريطانية (الإنجليزية)
- هانس هوفمان على موقع إن إن دي بي (الإنجليزية)
- هانس هوفمان على موقع ديسكوغز (الإنجليزية)